# Roman Dwornik
Roman Dwornik (ur. 14 lutego 1913 w Szarleju, zm. 23 maja 1988) – polski kompozytor, organista i pedagog.

## Życiorys
Urodził się 14 lutego 1913 w Szarleju. Pochodził z rodziny robotniczej – ojciec Roch był górnikiem, natomiast matka Matylda (z domu Kaletta), zajmowała się wychowywaniem dzieci. Miał czworo rodzeństwa, dwaj bracia zajmowali w swoich zakładach pracy kierownicze stanowiska, natomiast dwie siostry wstąpiły do zgromadzeń zakonnych. W rodzinie ważne były wartości patriotyczne i religijne co miało wpływ na jego późniejsze życie.
W wieku sześciu lat potrafił grać na skrzypcach, a jego pierwszym nauczycielem muzyki był ojciec, który później nauczył syna gry na fisharmonii.
Uczęszczał do Liceum im. Adama Mickiewicza w Katowicach. W latach 1930–1933 uczęszczał do Szkoły Muzyki Kościelnej św. Grzegorza w Katowicach. Po otrzymaniu świadectwa ukończenia Wydziału organistowskiego w 1938 roku rozpoczął pracę organisty w kościele pw. Trójcy Przenajświętszej w Piekarach Śląskich - Szarleju. Tam poznał swoją przyszłą żonę Łucję (z domu Kocur), z którą wziął ślub 9 czerwca 1940 roku.
Podczas II Wojny Światowej został przymusowo wcielony do wojska niemieckiego w 1942 roku.
Po powrocie do kraju objął prowadzenie chóru mieszanego „Wanda” (liczył ok. 100 członków), stał się znany m.in. dzięki cyklicznym występom w latach 1947-1953 w Polskim Radiu. Władze zainteresowały się działalnością dyrygenta i zażądały od niego dołączenia do szeregów partii PZPR, w przeciwnym razie chór miał zostać rozwiązany. Dwornik odszedł z chóru a dalsze dyrygowanie powierzył Ligoniowi.
Za swoją pracę na rzecz muzyki kościelnej artysta otrzymał w 1975 roku order „Pro Ecclesia et pontifice”, nadany mu przez papieża Pawła VI.
Kompozytor zmarł nagle na zawał serca 23 maja 1988 roku w Piekarach Śląskich, w wieku 75 lat.

## Twórczość
Twórczość obejmuje kompozycje ściśle liturgiczne, utwory do wykonywania poza liturgią, o charakterze dydaktycznym oraz opracowania harmonizacji pieśni śpiewów kościelnych.
W ramach kompozycji liturgicznych opracował m.in.:
- opracowania sześciu cykli mszalnych Ordinarium Missae, z tekstem w języku polskim,
- mszę Requiem w języku łacińskim.

Jedna z bardziej znanych mszy znajduje się w Śpiewniku Kościelnym.
Stworzył także 38 kompozycji pieśniowych, jedno- lub dwugłosowe z towarzyszeniem organowym.
Do najbardziej rozpowszechnionych poza Śląskiem należą:
- Przez chrztu świętego wielki dar,
- Cóż Ci Jezu damy.

Ponadto w nowym śpiewniku znalazło się 6 innych pieśni:
- W Mądrość Przedwieczną,
- O, dobry Jezu mój,
- Otwórzcie drzwi Chrystusowi,
- Być blisko Ciebie chcą,
- Składajmy Bogu ofiarą dziękczynną,
- W dobroci swej powiedział Pan.

Roman Dwornik był współredaktorem w opracowaniu Chorału śląskiego.
Jego autorstwa jest prawie 300 harmonizacji pieśni kościelnych, które miały znaczny wpływ na zasób repertuarowy i charakter śpiewu pieśni sakralnych na Śląsku w drugiej połowie XX wieku.